# هارلن (کنتاکی)
هارلن (به انگلیسی: Harlan) شهری در ایالت کنتاکی کشور ایالات متحده آمریکا است که جمعیت آن در سرشماری سال ۲۰۱۰ میلادی، ۱٬۷۴۵ نفر بوده‌است.